# Once (Album)
Once [wʌns] ist das fünfte Studioalbum der finnischen Symphonic-Power-Metal-Band Nightwish. Es erschien im Juni 2004 und ist das letzte, an dem Tarja Turunen als Sängerin mitwirkte. Mit diesem Album wechselten Nightwish außerdem ihr Musiklabel von Drakkar Entertainment zu Nuclear Blast.

## Entstehung
Geschrieben und produziert wurden alle Lieder von Nightwish-Mitglied Tuomas Holopainen. Während er für den Schreibprozess weitgehend alleine verantwortlich zeichnete, tätigte er die Produktion aller Lieder zusammen mit Tero Kinnunen. Bei dem Lied Nemo bekamen die beiden zusätzlich Unterstützung durch Tero Kinnunen. Beim Schreibprozess erhielt Holopainen Unterstützung durch Nightwish-Kollegen Emppu Vuorinen bei The Siren sowie bei den Liedern Higher Than Hope und Romanticide von Bandkollegen Marco Hietala. Es ist die zweitteuerste Albumproduktion der Band: Die Produktionskosten beliefen sich auf 400.000 €, davon allein 100.000 € für das Engagement des London Philharmonic Orchestra.

## Veröffentlichung
Die Erstveröffentlichung von Once erfolgte am 6. Juni 2004 bei Nuclear Blast. Das Album erschien in seiner Originalausführung als CD mit elf Titeln (Katalognummer: NB 1291-2). Am 9. März 2012 erschien es erstmals als LP-Ausführung (Katalognummer: 2736128191).
Das Album erschien weltweit in verschiedenen Ausführungen, bei verschiedenen Musiklabels, darunter bei NEMS in Argentinien, Roadrunner Records in Australien, Neuseeland und den Vereinigten Staaten, Spinefarm in Finnland oder auch Toys Factory in Japan. Die limitierte Erstauflage der CD wurde in einem farbigen PVC-Schuber geliefert, welcher durch eine transparente Kreisfläche eine Art „Sichtfenster“ auf das Cover bildete.
Nachdem das Album in Deutschland eine Platinauszeichnung erhalten hatte, veröffentlichte Nuclear Blast eine „Platin-Edition“ mit erweiterter Titelliste (zusätzlich White Night Fantasy, Live to Tell the Tale und dem Musikvideo zu Nemo) und anderem, silber glänzendem Papp-Cover. Ebenfalls von Nuclear Blast ist eine DVD-Audio-Version von Once mit hochauflösendem sowie Dolby Digital 5.1-Klang erschienen. Sie enthält neben dem Album folgende Bonustitel: White Night Fantasy, Symphony of Destruction (Live), Ghost Love Score (Instrumental), Creek Mary's Blood (Instrumental), Nemo (Musikvideo), Wish I Had an Angel (Musikvideo). Auf den in Argentinien und Japan veröffentlichten Editionen des Albums ist das Lied White Night Fantasy als Bonus enthalten, auf der japanischen noch zusätzlich der Titel Live to Tell the Tale.
2021 wurde eine remasterte Ausführung des Albums veröffentlicht.

## Stil
Nightwish haben ihrer Musik für dieses Album viele neue Elemente hinzugefügt, ohne jedoch ihren alten Stil zu verlieren: So enthält zum Beispiel Creek Mary's Blood viele indianische Elemente und endet mit dem gesprochenen Text des amerikanischen Ureinwohners und Künstlers John Two-Hawks. Das zehnminütige Stück Ghost Love Score wird zum großen Teil vom Orchester getragen. Insgesamt sind im Vergleich zu Century Child verstärkt Orchesterklänge zu hören und es wurden verstärkt markante und ebenso dezente Chöre eingesetzt (Dark Chest of Wonders, Planet Hell, Ghost Love Score). Wish I Had an Angel erinnert mit einem harten Riff an die Musik von Rammstein. Der Stimme von Sängerin Tarja Turunen steht bei insgesamt fünf Tracks (Wish I Had an Angel, Planet Hell, The Siren, Romanticide, Higher Than Hope) die von Bassist Marco Hietala zur Seite.

## Artwork

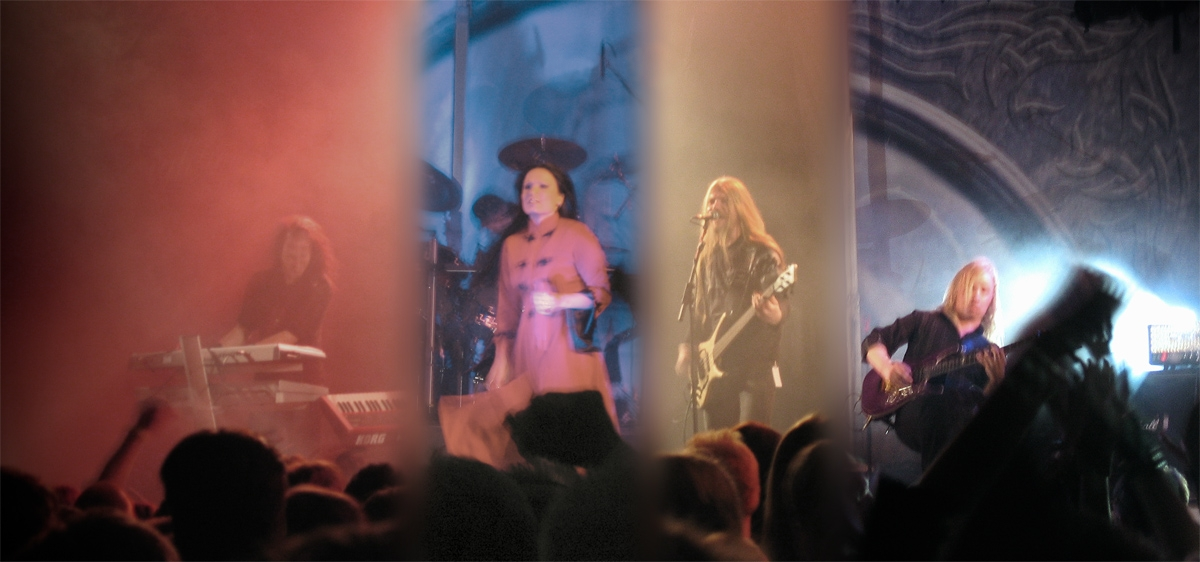
Nightwish auf dem Eröffnungskonzert der Once World Tour in Kitee, im Hintergrund ist das Cover des Albums zu sehen

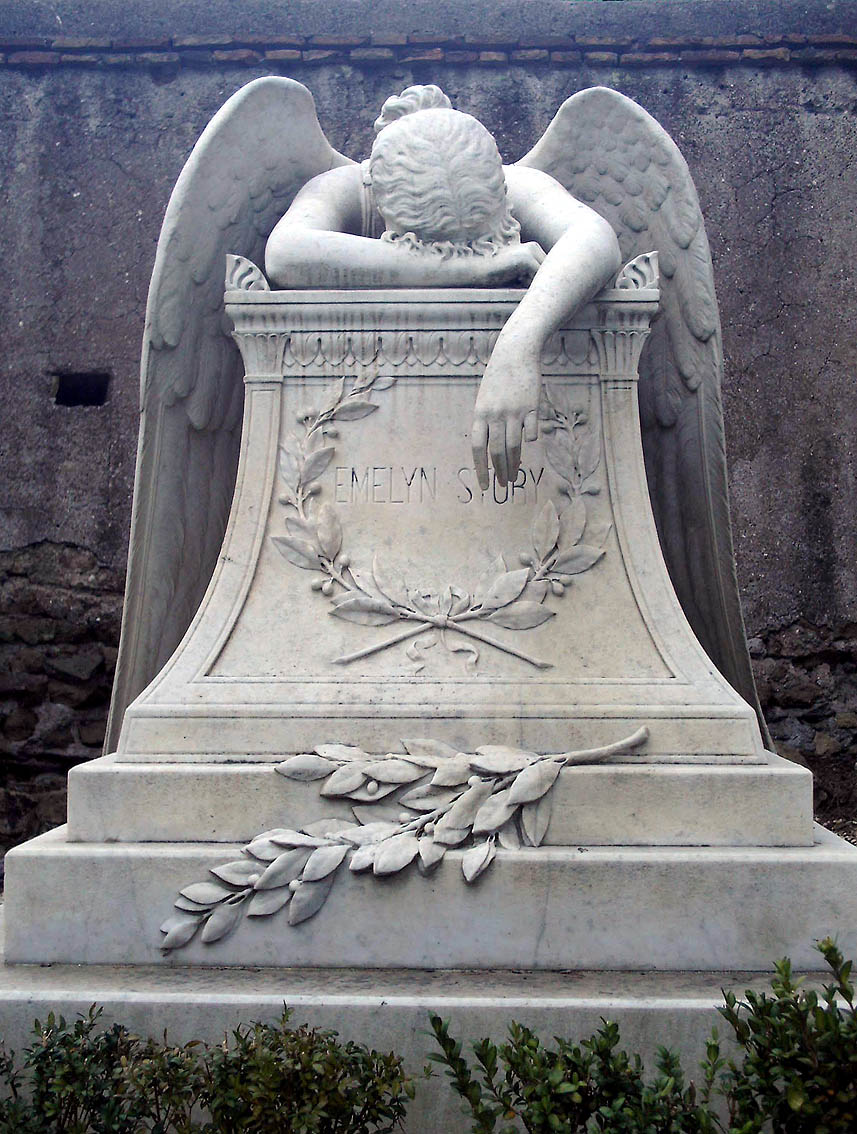
Angel of Grief, das zentrale Motiv des Covers

Das Cover des Albums zeigt einen über einem mit der in gemeißelte Lorbeeren gefassten Inschrift „Once“ versehenen steinernen Podest zusammengesunkenen Engel. Das Motiv ist von einem schnörkelhaft verzierten Kreis umschlossen. Das Cover wurde von Markus Mayer entworfen und gezeichnet. Das Motiv existiert als realer Grabstein auf dem Protestantischen Friedhof in Rom, jedoch mit einem anderen Schriftzug in der Umrandung. Eher unbekannt ist, dass die griechische Gothic-Metal-Band Odes Of Ecstasy dasselbe Motiv, jedoch ohne Inschrift, auf ihrem Album Embossed Dream In Four Acts von 1998 verwendete. Darüber hinaus findet sich eine Abbildung dieser Skulptur, des Angel of Grief von William Wetmore Story, auch auf der ersten EP von Evanescence, Evanescence EP (1998).

## Titelliste
1. Dark Chest of Wonders (4:28)[6]
2. Wish I Had An Angel (4:06)
3. Nemo (4:36)
4. Planet Hell (4:38)
5. Creek Mary's Blood (8:29)
6. The Siren (4:45)
7. Dead Gardens (4:28)
8. Romanticide (4:58)
9. Ghost Love Score (10:02)
10. Kuolema Tekee Taiteilijan (3:58)
11. Higher Than Hope (5:35)

## Singles

### Nemo
Nemo (lat.: „niemand“), die erste Single aus Once, erschien im Mai 2004 in zwei Versionen mit unterschiedlichem Cover und Tracklisting sowie als Audio-DVD.
In der ersten Version, erschienen am 3. Mai 2004, findet sich neben dem Titeltrack in doppelter Ausführung (einmal in normaler, einmal in Orchester-Version) noch Planet Hell von Once und mit White Night Fantasy ein unveröffentlichter Bonustrack.
Die zweite Version (Erscheinungsdatum: 17. Mai 2004) bietet Nemo ebenfalls zweimal, enthält aber zusätzlich noch das Musikvideo zum Song und hat mit Live to Tell the Tale auch eine unveröffentlichte B-Seite zu bieten.
Auf der Audio-DVD-Version finden sich neben dem Titelsong noch 5.1-Mixe von Planet Hell und Nemo.
Die Single erreichte Platin in Finnland, Gold in Norwegen und war auf Platz 1 der ungarischen, finnischen und brasilianischen Single-Charts. In Deutschland erreichte die Single große Bekanntheit, da sie in den Trailern zur fünften Staffel der Erfolgsserie Charmed – Zauberhafte Hexen genutzt wurde.

### Wish I Had an Angel
Am 27. September 2004 erschien mit Wish I Had an Angel die zweite Single-Auskopplung aus Once. Vom Titeltrack gibt es neben der Standard- noch eine Demo-Version zu hören, weitere B-Seiten sind Ghost Love Score (Instrumental Score) und eine Coverversion der schwedischen Sängerin Ankie Bagger namens Where Were You Last Night.

### Kuolema Tekee Taiteilijan
Diese dritte Single wurde nur von Spinefarm herausgebracht und ist daher finnland-exklusiv. Sie erschien am 24. November 2004 und enthielt neben dem Hauptstück noch Creek Mary's Blood (Instrumental Score) sowie Symphony of Destruction (Live, Coverversion von Megadeth).

### The Siren
Am 25. Juli 2005 ist mit The Siren die vierte Single aus Once erschienen, herausgebracht in zwei Versionen (eine von Nuclear Blast, die andere von Spinefarm). Das Titelstück ist in drei Versionen vertreten: Einem Single-Edit, der Album- und einer Live-Version, aufgenommen in Chur (Schweiz) am 27. Februar 2005. Außerdem enthält die Single Liveversionen von Kuolema Tekee Taiteilijan (aufgenommen beim Konzert in Bayreuth am 25. Februar 2005) und Symphony of Destruction (nur auf der Nuclear-Blast-Version).

### Singles in den Charts
| Jahr | Titel                     | Höchstplatzierung, Gesamtwochen, AuszeichnungChartplatzierungen (Jahr, Titel, , Platzierungen, Wochen, Auszeichnungen, Anmerkungen) | Höchstplatzierung, Gesamtwochen, AuszeichnungChartplatzierungen (Jahr, Titel, , Platzierungen, Wochen, Auszeichnungen, Anmerkungen) | Höchstplatzierung, Gesamtwochen, AuszeichnungChartplatzierungen (Jahr, Titel, , Platzierungen, Wochen, Auszeichnungen, Anmerkungen) | Höchstplatzierung, Gesamtwochen, AuszeichnungChartplatzierungen (Jahr, Titel, , Platzierungen, Wochen, Auszeichnungen, Anmerkungen) | Höchstplatzierung, Gesamtwochen, AuszeichnungChartplatzierungen (Jahr, Titel, , Platzierungen, Wochen, Auszeichnungen, Anmerkungen) | Anmerkungen                                                |
| Jahr | Titel                     | DE | AT | CH | UK | FI | Anmerkungen                                                |
| ---- | ------------------------- | --- | --- | --- | --- | --- | ---------------------------------------------------------- |
| 2004 | Nemo                      | DE6 Gold · (25 Wo.)DE | AT12 (18 Wo.)AT | CH14 (17 Wo.)CH | UK57 (2 Wo.)UK | FI1 Platin · (17 Wo.)FI | Erstveröffentlichung: 19. April 2004 Verkäufe: + 163.109   |
| 2004 | Wish I Had an Angel       | DE36 (11 Wo.)DE | AT47 (10 Wo.)AT | CH40 (8 Wo.)CH | UK60 (2 Wo.)UK | FI1 Gold · (10 Wo.)FI | Erstveröffentlichung: 20. September 2004 Verkäufe: + 5.460 |
| 2004 | Kuolema tekee taiteilijan | — | — | — | — | FI1 (8 Wo.)FI | Erstveröffentlichung: 2. Dezember 2004                     |
| 2005 | The Siren                 | DE51 (9 Wo.)DE | — | CH59 (10 Wo.)CH | — | FI3 (3 Wo.)FI | Erstveröffentlichung: 25. Juli 2005                        |

## Tournee

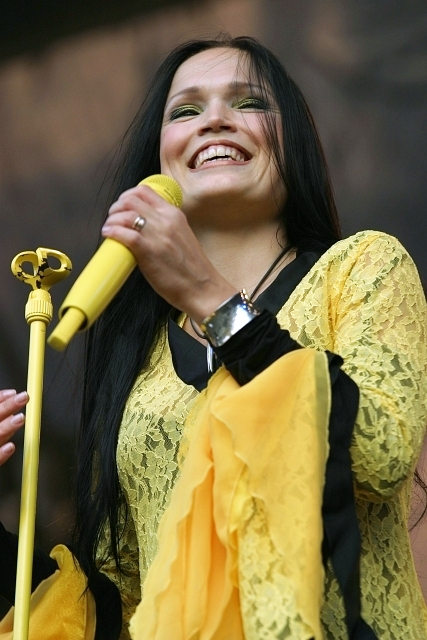
Sängerin Tarja Turunen während des Auftritts beim Pukkelpop-Festival 2005

Die Tour zum Album („Once World Tour“) führte Nightwish nach dem Eröffnungskonzert am 22. Mai 2004 in Kitee, Finnland durch ganz Europa, Teile von Südamerika sowie die USA, Kanada und Australien. Nach anderthalb Jahren endete die Tour am 21. Oktober 2005 in der Hartwall Areena in Helsinki. Dieses Konzert, was für eine Live-DVD namens End Of An Era aufgezeichnet wurde, war gleichzeitig das letzte mit der bisherigen Sängerin Tarja Turunen: Am 22. Oktober 2005 teilten die restlichen Bandmitglieder in einem offenen Brief auf ihrer Homepage mit, dass sie sich aufgrund persönlicher Differenzen von ihr getrennt haben und nun planen, mit einer neuen Sängerin weiterzumachen. Der Brief war Turunen bereits am Abend des Konzerts in Helsinki überreicht und von allen restlichen Bandmitgliedern einstimmig unterzeichnet worden.

## Rezeption

### Rezensionen
Kritiker warfen der Band vor, sich mit diesem Album zu sehr auf Kommerz ausgerichtet zu haben. So traten Nightwish mit Nemo in der Top-of-the-Pops-Show auf RTL und in der Chartshow auf ProSieben auf und spielten dort Playback, was sehr untypisch für eine Metalband ist. Auch der Wechsel des deutschen Labels von Drakkar zu Nuclear Blast wurde als Argument für die steigende Kommerzialisierung angeführt: Die Band hatte nun einerseits zwar auch großen Erfolg außerhalb der Metalszene, andererseits ist Nuclear Blast aufgrund seiner Firmenpolitik in der Szene dafür bekannt, „Ausverkauf zu betreiben“, so kamen beispielsweise vier unterschiedliche Versionen der Single Nemo in den Handel.
In einem vor Veröffentlichung erschienenen Studioreport in der Zeitschrift Rock Hard zog Redakteur Jan Jaedike das Fazit, „Once“ sei „eindeutig das progressivste Werk der Finnen“ und stellte fest, „der Balanceakt aus den orchestralen Parts […] und den härtesten Metal-Elementen, die Nightwish je aufgenommen haben“, sei gelungen. Bemängelt wurde aber, dass die „Gänsehautmomente“ zu kurz kämen.

### Verwendung in den Medien
Folgende Lieder von Once wurden in Film-Soundtracks verwendet:
- Planet Hell: Die Nibelungen
- Wish I Had An Angel: Alone in the Dark
- Nemo: The Cave

## Kommerzieller Erfolg

### Chartplatzierungen
Once avancierte zum Nummer-eins-Erfolg in Deutschland, Finnland und Norwegen.
| ChartsChartplatzierungen | Höchstplatzierung | Wochen |
| ------------------------ | ----------------- | ------ |
| Deutschland (GfK)        | 1 (41 Wo.)        | 41     |
| Finnland (IFPI)          | 1 (50 Wo.)        | 50     |
| Österreich (Ö3)          | 4 (16 Wo.)        | 16     |
| Schweiz (IFPI)           | 4 (33 Wo.)        | 33     |

| ChartsJahrescharts (2004) | Platzierung |
| ------------------------- | ----------- |
| Deutschland (GfK)         | 20          |
| Österreich (Ö3)           | 72          |
| Schweiz (IFPI)            | 34          |

### Auszeichnungen für Musikverkäufe
Das Album erreichte in Finnland Doppelplatin für über 100.000 verkaufte Tonträger, in Deutschland dreifach Gold für über 300.000 verkaufte Einheiten und under anderem in Norwegen, Österreich sowie der Schweiz je eine Goldene Schallplatte. Laut Schallplattenauszeichnungen verkaufte sich das Album über 530.000 Mal, wofür es einmal Silber, sechsmal Gold und dreimal Platin gab.
| Land/Region                  | Auszeichnungen für Musikverkäufe (Land/Region, Auszeichnung, Verkäufe) | Verkäufe |
| ---------------------------- | ---------------------------------------------------------------------- | -------- |
| Deutschland (BVMI)           | 3× Gold                                                                | 300.000  |
| Finnland (IFPI)              | 2× Platin                                                              | 107.288  |
| Griechenland (IFPI)          | Gold                                                                   | 10.000   |
| Norwegen (IFPI)              | Gold                                                                   | 20.000   |
| Österreich (IFPI)            | Gold                                                                   | 15.000   |
| Schweden (IFPI)              | Gold                                                                   | 30.000   |
| Schweiz (IFPI)               | Gold                                                                   | 20.000   |
| Vereinigtes Königreich (BPI) | Silber                                                                 | 60.000   |
| Insgesamt                    | 1× Silber · 6× Gold · 3× Platin ·                                      | 532.288  |